# Make You Feel My Love
„Make You Feel My Love” (także „To Make You Feel My Love” / „Just to Make You Feel My Love”) – piosenka z 1997 autorstwa amerykańskiego muzyka Boba Dylana, pochodząca z jego albumu studyjnego Time Out of Mind. Utwór nagrywany był później przez wielu wykonawców, m.in. Billy’ego Joela, Israela Houghtona, Gartha Brooksa, Trishę Yearwood, Bryana Ferry’ego oraz Adele.

## Wersja Adele
W 2008 Adele nagrała cover utworu Boba Dylana. Zrobiła to na prośbę swojego managera Jonathana Dickinsa. Piosenka znalazła się na debiutanckim albumie artystki. 3 listopada 2008 utwór został wydany na singlu jako piąty i zarazem ostatni z 19. Szybko wspiął się na miejsce 26. listy UK Singles Chart. 
Piosenka została użyta w serialu Waterloo Road, a także Pogoda na miłość, Zaklinacz dusz, Parenthood czy Głową w mur (Against the Wall). 21 kwietnia 2011 utwór został użyty w serialu Życie w Hollyoaks, natomiast 7 lipca tego samego roku w odcinku finałowym serialu Kości i EastEnders. 
Po wydaniu singel zajął miejsce 26. na irlandzkiej liście Irish Singles Chart, jednak po wyemitowaniu jednego z odcinków X-Factor, 1 października 2010 utwór wspiął się ostatecznie na miejsce 5.. 
9 sierpnia 2011 w Vancouver, podczas drugiej trasy koncertowej, Adele zadedykowała ten utwór zmarłej 23 lipca Amy Winehouse. Był to bowiem pierwszy koncert Adele po śmierci Winehouse.

### Notowania
| Notowanie (2008–12)                     | Pozycja na liście |
| --------------------------------------- | ----------------- |
| Belgia (Flandria) (Ultratop 50 Singles) | 17                |
| Irlandia (Top 50 Singles)               | 5                 |
| Holandia (Dutch Top 40)                 | 3                 |
| Szkocja (Top 40 Scottish)               | 4                 |
| Szwecja (Top 60 Singles)                | 44                |
| Wielka Brytania (Singles Top 100)       | 4                 |

### Certyfikaty i sprzedaż
| Kraj                         | Certyfikat         | Sprzedaż   |
| ---------------------------- | ------------------ | ---------- |
| Belgia (BEA)                 | złota płyta        | 15 000+    |
| Brazylia (Pro-Música Brasil) | złota płyta        | 30 000+    |
| Dania (IFPI Danmark)         | platynowa płyta    | 90 000+    |
| Kanada (MC)                  | 5x platynowa płyta | 400 000+   |
| Stany Zjednoczone (RIAA)     | złota płyta        | 500 000+   |
| Wielka Brytania (BPI)        | platynowa płyta    | 2 400 000+ |
| Włochy (FIMI)                | platynowa płyta    | 50 000+    |